# Deb
Pour les articles homonymes, voir deb.

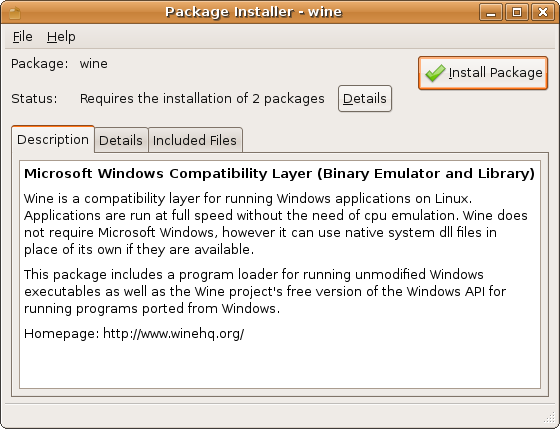
Gdebi

deb est le format de fichier des paquets logiciels de la distribution Debian GNU/Linux. Presque toutes les distributions basées sur Debian utilisent aussi ce format.

## Origine du nom
L'extension deb vient du mot Debian, qui est une contraction de Debra et de Ian

## Contenu d'un paquet
Les paquets Debian sont des archives ar qui contiennent trois fichiers.
Le premier fichier de l'archive est debian-binary. Il contient la version du format Debian en une ligne de texte (actuellement 2.0).
Les deux fichiers suivants sont des archives tar compressées (avec gzip, xz ou zstd) :
- control.tar.gz : Contient les informations de contrôle, comme le nom du paquet, la version, les dépendances, etc.
- data.tar.gz : Contient les fichiers à installer (Depuis la racine. Par exemple, s'il doit installer foo dans /usr/bin et bar dans /usr/include, le fichier contiendra un dossier usr qui contiendra bin et include et qui contiendront eux-mêmes les fichiers foo et bar).

## Logiciels pour manipuler les paquets

### Ligne de commande
Le programme de base pour manipuler ces fichiers est dpkg, principalement utilisé via APT.
Pour installer un paquet Debian avec dpkg, entrez la commande :
```
dpkg -i chemin_vers/le_nom_du_fichier.deb
```

(l'option -i signifiant "install")
Il existe aussi d'autres outils de plus haut niveau et gérant les dépendances, entre autres, pour installer des paquets Debian en mode ligne de commande :
- dselect (utilise ncurses)
- aptitude (utilise ncurses)
- gdebi qui permet d'installer des fichiers ".deb" en gérant les dépendances (ce que dpkg ne fait pas)

Les logiciels apt-cache, apt-file et ara/xara permettent de faire des recherches dans la base de données de paquets de Debian.

### Conversion du paquet
Les paquets Debian peuvent être convertis en d'autres types de paquets (rpm, lsb, pkg, etc) à l'aide du logiciel Alien.
Le format .deb est aussi le format utilisé pour les paquets disponibles sur Cydia, l'application bien connue du monde du jailbreak d'iOS.
Les paquets Debian peuvent être créés à partir de code source à l'aide de la commande CheckInstall.